# Melgroove
 (août 2024).
Si vous disposez d'ouvrages ou d'articles de référence ou si vous connaissez des sites web de qualité traitant du thème abordé ici, merci de compléter l'article en donnant les références utiles à sa vérifiabilité et en les liant à la section « Notes et références ».
Melgroove est groupe français de RnB et soul, actif entre 1997 et 2001. Il était composé de M'Passi, N'Dee, Deidi et Patrick Anoh comme producteur et compositeur.

## Histoire
Le premier album du groupe, Apoca arrive, sort en 1998 dont deux singles connaitront un certain succès : Pas toi, une reprise de la chanson de Jean-Jacques Goldman, et Apoca arrive. En 2000, Deidi quitte le groupe. Le deuxième album, Le temps qu'il faudra sort en 2001, avec le succès Viens, chanté avec le groupe de rap Das EFX.
Le groupe s'est séparé en 2001.